# Wilhelm Wolfer
Wilhelm Wolfer (* 25. Juli 1885 in Speyer; † 30. Mai 1938 in St. Ingbert) war ein deutscher Landrat.

## Leben
Wilhelm Wolfer war nach seiner juristischen Ausbildung von 1920 an als Bezirksamtmann Leiter der Bezirksamtsaußenstelle des Bezirksamtes Kaiserslautern in Landstuhl, wo er zuletzt Regierungsrat war.
1929 wurde er zum Landrat des Landkreises Sankt Ingbert gewählt. Er verstarb im Amt, mutmaßlich durch Freitod in seiner Dienstwohnung.